# سانت (اوورخنگای)
سانت (به لاتین: Sant) یک منطقهٔ مسکونی در مغولستان است که در استان اوورخانگای واقع شده‌است.